# Cisowa (Wzgórza Lewińskie)
 Cisowa (723 m n.p.m.) – szczyt  w południowo-zachodniej Polsce, w Sudetach Środkowych, w paśmie Wzgórz Lewińskich.
Najwyższy szczyt w Darnkowskich Wzgórzach (Wzgórza Lewińskie) na północ od wsi Gołaczów (powiat kłodzki) i na południe od wsi Darnków.

## Turystyka
Południowym stokiem szczytu przechodzi szlak turystyczny:
- niebieski – Kudowa-Zdrój –  Kulin Kłodzki.